# World Be Live
World Be Live è un album dal vivo del gruppo musicale britannico Erasure, pubblicato nel 2018.

## Tracce
Tutte le tracce sono state scritte da Vince Clarke e Andy Bell, eccetto dove indicato.

### Disco 1
1. Oh L'amour – 3:51
2. Ship of Fools – 4:04
3. Breathe – 3:35
4. Mad As We Are – 3:56
5. Just a Little Love – 3:36
6. In My Arms – 3:41
7. Chains of Love – 4:00
8. Sacred – 4:40 (Clarke, Bell, Richard X)
9. Sweet Summer Loving – 4:20
10. I Love Saturday – 3:52
11. Victim of Love – 4:17
12. Phantom Bride – 3:46
13. World Be Gone – 3:49

### Disco 2
1. Who Needs Love (Like That) – 3:09 (Clarke)
2. Take Me Out of Myself – 5:31
3. Blue Savannah – 4:45
4. Atomic – 4:36 (Deborah Harry, Jimmy Destri)
5. Drama! – 4:12
6. Stop! – 3:23
7. Love You to the Sky – 4:17
8. Always – 3:53
9. Here I Go Impossible Again – 3:30
10. Sometimes – 3:30
11. A Little Respect – 3:52